# Primersdorf
Die Herrschaft Primersdorf war eine Grundherrschaft im Viertel ober dem Manhartsberg im Erzherzogtum Österreich unter der Enns, dem heutigen Niederösterreich.

## Ausdehnung
Die Herrschaft umfasste zuletzt die Ortsobrigkeit über Primersdorf, Reith, Salapulka und Nonnersdorf. Der Sitz der Verwaltung befand sich im Schloss Primmersdorf.

## Geschichte
Letzter Inhaber der Stiftsherrschaft war Josef II. Neugebauer in seiner Funktion als Propst von Stift Herzogenburg, als mit den Reformen 1848/1849 die Herrschaft aufgelöst wurde.